# باول دنيس ريد
باول دنيس ريد (بالإنجليزية: Paul Dennis Reid) هو قاتل متسلسل وعازف قيثارة ومغني أمريكي، ولد في 12 نوفمبر 1957 في ريتشلاند هيلز في الولايات المتحدة، وتوفي في 2 نوفمبر 2013 في ناشفيل في الولايات المتحدة بسبب ذات الرئة وقصور القلب.